# Boal (druif)

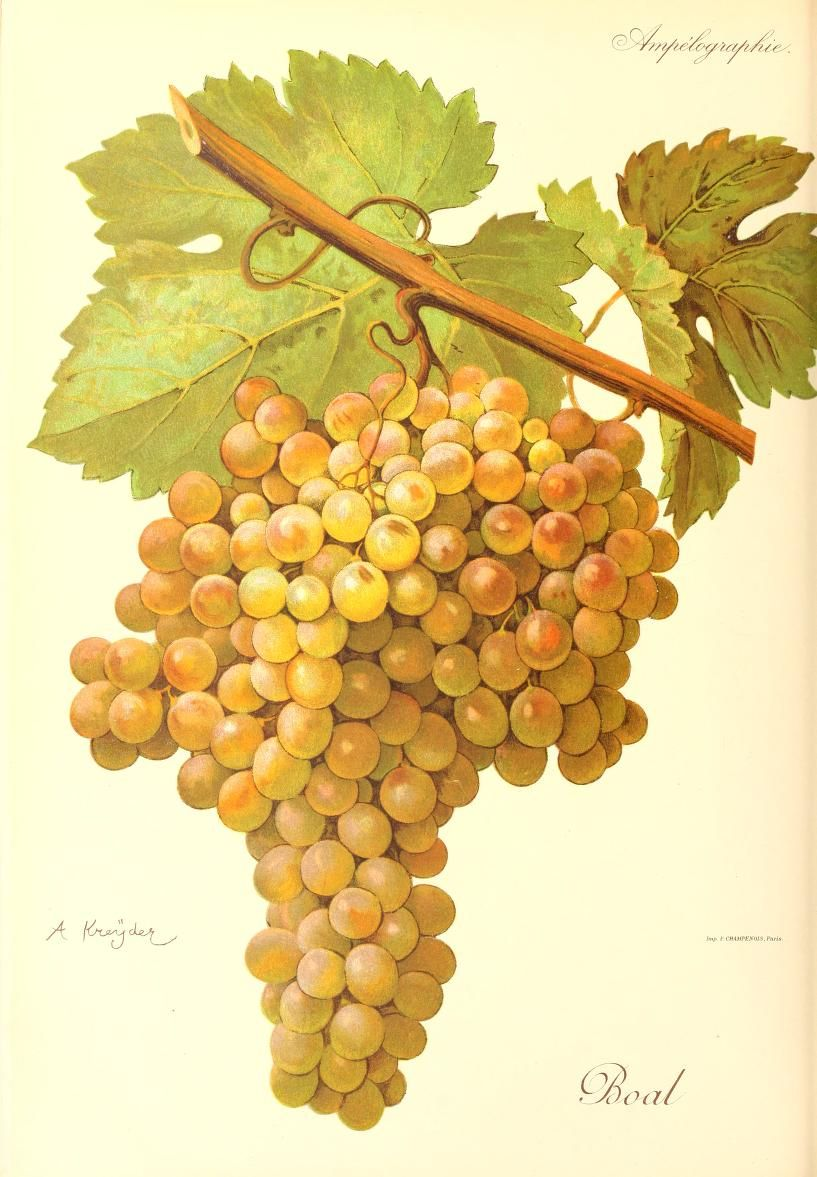
Boal-druiventros

De Boal is een witte druif die vooral gebruikt wordt voor madeira. De madeira van deze druif heeft de vermelding Boal op het etiket. 
De druif heeft een relatief hoog suikergehalte, voldoende zuren en ook een rijk aroma. Van deze druif worden medium sweet madeira's gemaakt. 
De Boal komt vooral op Madeira voor, maar ook elders in Portugal. 

## Synoniemen
- Gual
- Boal Cachudo
- Bual